# Ashley Jackson
Ashley Jackson né le 27 août 1987 à Kent, est un joueur de hockey sur gazon anglais et britannique. Il évolue au poste de milieu de terrain au Old Georgians HC. 
Il a représenté l'Angleterre et la Grande-Bretagne à 250 reprises entre 2006 et 2021,,,.

## Carrière

### Coupe du monde
- Top 8 : 2010, 2014, 2018

### Championnat d'Europe
- : 2009
- : 2017
- Top 8 : 2007, 2015, 2019

### Jeux olympiques
- Top 8 : 2008, 2012

### Jeux du Commonwealth
- : 2014, 2018
- Top 8 : 2010